# Barbara Frittoli
Barbara Frittoli (Milano, 19 aprile 1967) è un soprano italiano.

## Biografia
Ha cominciato a studiare pianoforte a nove anni al Conservatorio Giuseppe Verdi di Milano. La sua intenzione era infatti quella di diventare pianista. 
Tuttavia, dopo qualche anno, su consiglio dei maestri Casoni e Bertola è passata al canto, svoltando dal registro di contralto, al quale era stata inizialmente indirizzata, a quello di soprano, arrivando al diploma sotto la guida di Giovanna Canetti.
La Frittoli ha debuttato come soprano nel giugno 1990 al Teatro Comunale di Firenze nel ruolo di Ines in una produzione de Il trovatore diretta da Zubin Mehta con Luciano Pavarotti nei panni del protagonista, con Dolora Zajick come Azucena e Giorgio Zancanaro come conte di Luna, trasmessa dalla radio.
Successivamente è stata la terza ragazza in Ascesa e caduta della città di Mahagonny con Catherine Malfitano al Teatro Verdi (Firenze), Ines ne Il trovatore diretta da Daniel Oren con Raina Kabaivanska, Bruna Baglioni, Nicola Martinucci, Leo Nucci ed Angelo Nosotti al Teatro Regio di Parma e sainte Marguerite in Giovanna d'Arco al rogo diretta da Gianandrea Gavazzeni a Firenze.
Ancora a Firenze nel 1992 è Pédro in Don Quichotte di Jules Massenet con Ruggero Raimondi e nel 1994 Mimì ne La bohème con Giorgio Surian.
Il suo debutto al Teatro alla Scala di Milano avvenne nel 1993 nel ruolo di Agnese dalla Beatrice di Tenda di Vincenzo Bellini con Cecilia Gasdia nel ruolo della protagonista e Antonio Salvadori nel ruolo di Filippo. Da allora, nel corso della sua carriera, la Frittoli ha preso parte ad innumerevoli recite d'opera, sempre in ruoli da protagonista, alla Scala, inaugurandone per ben quattro volte la stagione, interpretando: nel 2000 Leonora ne "Il trovatore" di Giuseppe Verdi diretto da Riccardo Muti con Leo Nucci, Violeta Urmana e Salvatore Licitra; nel 2001 Desdemona nell'"Otello" di Giuseppe Verdi diretto da Riccardo Muti con Plácido Domingo e Leo Nucci, nel 2003 Anaï nel "Moïse et Pharaon" di Gioachino Rossini diretto da Riccardo Muti con Ildar Abdrazakov, Erwin Schrott, Giuseppe Filianoti, Sonia Ganassi e Nino Surguladze; e nel 2011 Donna Elvira nel "Don Giovanni" di Wolfgang Amadeus Mozart diretto da Daniel Barenboim con Peter Mattei, Bryn Terfel, Anna Netrebko e Giuseppe Filianoti.
Sin dai primi anni novanta si è rivelata una delle interpreti di riferimento del repertorio di Wolfgang Amadeus Mozart, ottenendo in questo repertorio un successo di pubblico e di critica presso i maggiori teatri e festival del mondo.
Nella sua carriera ha cantato come protagonista nei teatri d'opera più importanti del mondo raccogliendo grandi successi.
Il 16 gennaio 2007 è ospite della trasmissione televisiva condotta da Bruno Vespa, Porta a Porta, in tale puntata il tenore Luciano Pavarotti viene intervistato, facendo così la sua ultima apparizione pubblica.
Nel febbraio 2010 le è stato assegnato il titolo di Kammersängerin austriaca. Si tratta di un'importante onorificenza che viene assegnata nell'ambito della cultura austro-tedesca e che risale ad un'antica tradizione diffusa nei teatri di corte. La Frittoli aveva debuttato alla Wiener Staatsoper nel 1993 interpretando il ruolo di Mimí nella pucciniana La bohème, poi Micaela in Carmen ed Antonia ne I racconti di Hoffmann con Natalie Dessay, Domingo e Terfel e nel medesimo teatro ha sostenuto i maggiori ruoli mozartiani (La Contessa Almaviva ne Le nozze di Figaro e Fiordiligi in Così fan tutte con Cecilia Bartoli nel 1994 diretta da Muti, Don Giovanni prima come Donna Elvira nel 1997 e Donna Anna nel 2002) e verdiani, come quello di Desdemona in Otello con Domingo diretta da Daniel Oren nel 1997, Amelia Grimaldi in Simon Boccanegra nel 2003 ed Elettra in Idomeneo (opera) nel 2006.
Fino al 2012 ha preso parte ad ottanta rappresentazioni viennesi.
Recentemente è stata: Mimì ne "La bohème" di Giacomo Puccini al Teatro Regio di Torino, d'inaugurazione del ciclo di quattro opere "The best of italian opera" programmato in occasione dell'Expo 2015; ha cantato in un recital a scopo di beneficenza assieme a Ferruccio Furlanetto, Ramón Vargas e George Petean sempre al Regio di Torino; Amelia nel "Simon Boccanegra" di Giuseppe Verdi d'apertura della stagione 2015/2016 del Teatro Carlo Felice di Genova; nuovamente Mimì al Metropolitan Opera House di New York e Nedda nei "Pagliacci" di Ruggero Leoncavallo sempre al Metropolitan; nuovamente Amelia nel "Simon Boccanegra" al Gran Teatre del Liceu di Barcellona e alla Staatsoper di Vienna e Adriana Lecouvreur al Teatro San Carlo di Napoli.

## Repertorio
| Ruolo                         | Titolo                  | Autore      |
| ----------------------------- | ----------------------- | ----------- |
| Agnese del Maino              | Beatrice di Tenda       | Bellini     |
| Micaela                       | Carmen                  | Bizet       |
| Adriana Lecouvreur            | Adriana Lecouvreur      | Cilea       |
| Maria Stuarda                 | Maria Stuarda           | Donizetti   |
| Isabella                      | L'assedio di Calais     | Donizetti   |
| Marguerite                    | Faust                   | Gounod      |
| Nedda                         | Pagliacci               | Leoncavallo |
| Thaïs                         | Thaïs                   | Massenet    |
| Pedro                         | Don Quichotte           | Massenet    |
| Sifare                        | Mitridate, re di Ponto  | Mozart      |
| Elettra                       | Idomeneo                | Mozart      |
| Contessa d'Almaviva           | Le nozze di Figaro      | Mozart      |
| Donna Anna Donna Elvira       | Don Giovanni            | Mozart      |
| Fiordiligi                    | Così fan tutte          | Mozart      |
| Vitellia                      | La clemenza di Tito     | Mozart      |
| Antonia                       | Les Contes d'Hoffmann   | Offenbach   |
| Mimì                          | La bohème               | Puccini     |
| Un'amante Giorgetta           | Il tabarro              | Puccini     |
| Suor Angelica Suor Genovieffa | Suor Angelica           | Puccini     |
| Nella                         | Gianni Schicchi         | Puccini     |
| Liù                           | Turandot                | Puccini     |
| Berta                         | Il barbiere di Siviglia | Rossini     |
| Delia Modestina               | Il viaggio a Reims      | Rossini     |
| Anaï                          | Moïse et Pharaon        | Rossini     |
| Medora                        | Il corsaro              | Verdi       |
| Luisa Miller                  | Luisa Miller            | Verdi       |
| Ines Leonora                  | Il trovatore            | Verdi       |
| Amelia Grimaldi               | Simon Boccanegra        | Verdi       |
| Elisabetta di Valois          | Don Carlo               | Verdi       |
| Desdemona                     | Otello                  | Verdi       |
| Mrs Alice Ford                | Falstaff                | Verdi       |

## Discografia
- Stabat Mater (Emi, 1996), di Pergolesi (dir. Riccardo Muti), con Anna Caterina Antonacci
- La bohème (Philips, 1999), di Giacomo Puccini (dir. Zubin Mehta), con Andrea Bocelli
- Pagliacci (Decca, 2000), di Ruggero Leoncavallo (dir. Riccardo Chailly), con José Cura, Carlos Alvarez
- Il trovatore, (Sony, 2001), di Giuseppe Verdi (dir. Riccardo Muti), con Violeta Urmana, Salvatore Licitra e Leo Nucci
- Arie di Verdi (Erato, 2001) (dir.Sir Colin Davis)
- Arie di Mozart (Erato 2001) (dir. Sir Charles Mackerras)
- Idomeneo (Erato 2002) (dir. Sir Charles Mackerras)
- Messa da Requiem (2010), di Giuseppe Verdi (dir. Riccardo Muti) con Chicago Symphony Orchestra, Olga Borodina, Mario Zeffiri, Ildar Abdrazakov
- Simon Boccanegra (Delos Production 2015) (dir. Constantine Orbelian) con Dmitrij Chvorostovskij, Ildar Abdrazakov e Stefano Secco

## DVD
- Così fan tutte (1996), di Wolfgang Amadeus Mozart (dir. Riccardo Muti, reg. Roberto De Simone) con Alessandro Corbelli, dalla Wiener Staatsoper
- Falstaff (1999), di Giuseppe Verdi (dir. Bernard Haitink, reg. Graham Vick, Opus Arte UK Ltd.) con Bryn Terfel, Desirée Rancatore, dalla Royal Opera House di Londra
- Moïse et Pharaon (2005), di Gioachino Rossini (dir. Riccardo Muti) reg. Luca Ronconi), con Ildar Abdrazakov, Erwin Schrott, Giuseppe Filianoti, Sonia Ganassi, Nino Surguladze, dal Teatro alla Scala
- Turandot (2005), di Giacomo Puccini (dir. Giuliano Carella, reg. Nuria Espert) dal Gran Teatre del Liceu di Barcellona
- Falstaff (2007), di Giuseppe Verdi (dir. Zubin Mehta, reg. Luca Ronconi) con Ruggero Raimondi dal Teatro comunale di Firenze
- Otello (2009), di Giuseppe Verdi (dir. Riccardo Muti, reg. Graham Vick), con Plácido Domingo, Leo Nucci, Rossana Rinaldi, dal Teatro alla Scala
- Thaïs (2009), di Jules Massenet (dir. Gianandrea Noseda, reg. Stefano Poda) con Lado Ataneli, dal Teatro Regio di Torino
- Trittico, Suor Angelica (2009), di Giacomo Puccini (dir. Riccardo Chailly, reg. Luca Ronconi) con Anita Rachvelishvili
- Carmen (2010) di Georges Bizet (dir. Yannick Nézet-Séguin, reg. Richard Eyre) con Elīna Garanča e Roberto Alagna, dal Metropolitan Opera House
- Le nozze di Figaro (2010) di W. A. Mozart (dir. Philippe Jordan, reg. Giorgio Strehler) con Ludovic Tézier, Ekaterina Siurina, Luca Pisaroni, dall'Opéra national de Paris
- Falstaff (2011), di Giuseppe Verdi (dir.Daniele Gatti, reg. Sven-Eric Bechtolf) con Ambrogio Maestri, da Opernhaus Zürich
- Le nozze di Figaro di W. A. Mozart (dir. Jesus Lopez Cobos, reg. Emilio Sagi) con Ludovic Tézier, Luca Pisaroni, dal Teatro Real di Madrid